# Barrage Wilson
Pour les articles homonymes, voir Wilson.
Le barrage Wilson (en anglais : Wilson Dam) est un barrage construit sur la rivière Tennessee, en Alabama (États-Unis).

## Géographie
Il se trouve sur le territoire de la ville de Florence, dans l'agglomération de Muscle Shoals (comté de Lauderdale). Les eaux retenues par le barrage forment le lac Wilson, d'une superficie de 63 km2 pour un volume de 66 100 000 m3. C'est l'un des neuf barrages de la Tennessee Valley Authority (TVA) sur la Tennessee. 

## Histoire
En 1966, il a été classé site d'intérêt historique de portée nationale.
La décision de construire le barrage fut prise par le président Woodrow Wilson pendant la Première Guerre mondiale. Il s'agissait de produire de l'électricité pour alimenter deux usines de nitrates nécessaires pour la fabrication de munitions et d'explosifs. Il fut conçu par l'Army Corps of Engineers et par un ingénieur civil, Hugh Cooper. 
La construction du barrage Wilson commença en 1918 et fut achevée en 1927. Le chantier employa jusqu'à 4 000 ouvriers et sa construction coûta 47 millions de dollars américains. C'était le plus important ouvrage de travaux publics aux États-Unis à cette époque. 
Le barrage a 42 m de hauteur et 1 384 m de longueur. Le barrage Wilson pré-date la TVA, mais fut placé par la suite sous l'autorité de cet organisme. 

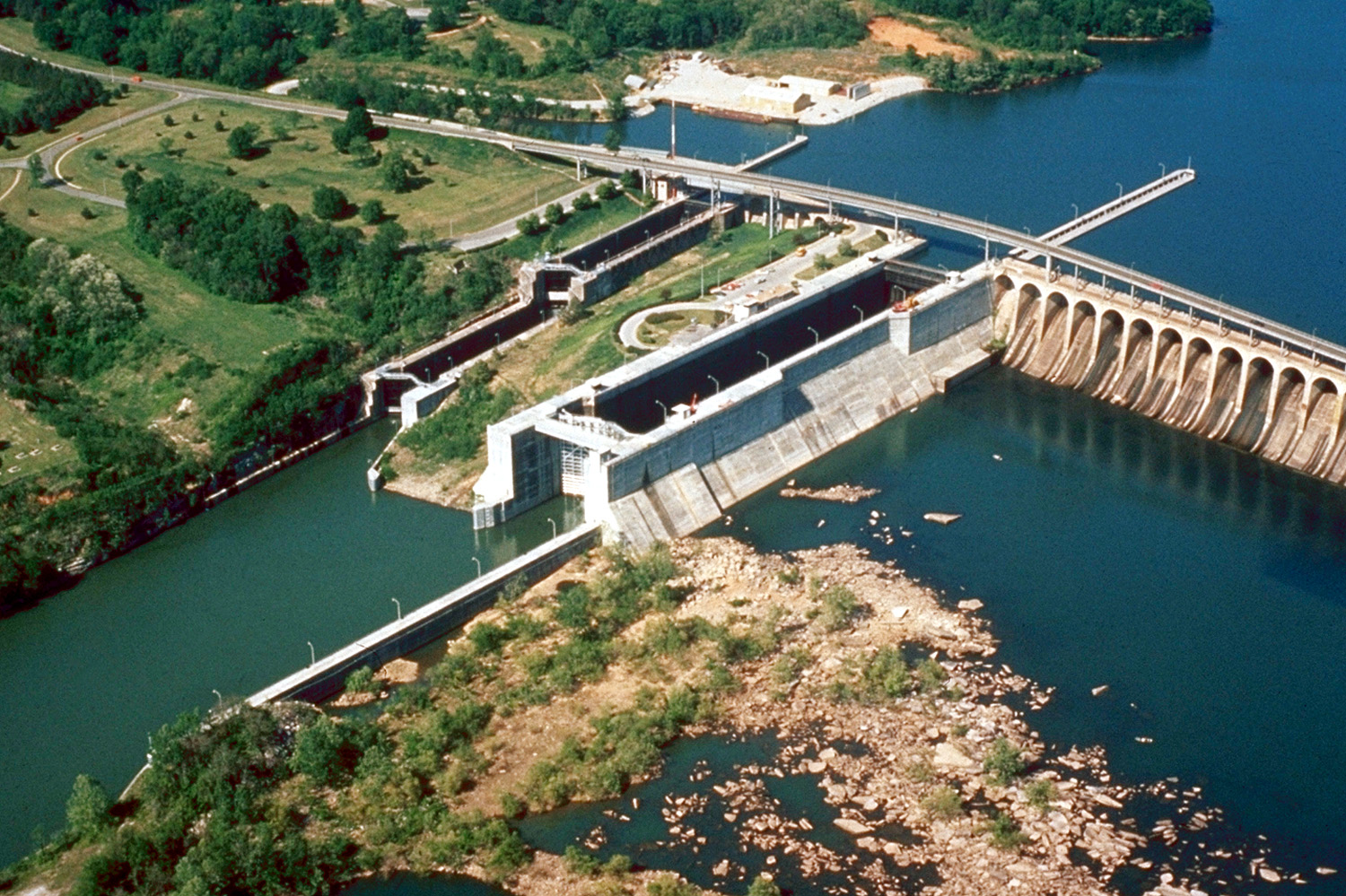
Les écluses du barrage Wilson.

Le barrage Wilson est « éclusé » : la principale écluse du barrage Wilson a une hauteur de 34 m et une longueur de 180 m. La chute est de 30 m : c'est la plus importante à l'est des Montagnes Rocheuses. Une écluse auxiliaire comprend deux sas de 18 m de hauteur et 91 m de longueur, qui fonctionnent en tandem. Plus de 3 700 navires empruntent les écluses du barrage Wilson chaque année.
La capacité de la centrale électrique est de 675 MW.